# Palmilhar Portugal
Palmilhar Portugal is een langeafstandswandelpad in aanleg in Portugal. Het bewegwijzerde pad (een idee van Ricardo Bernardes) moet met meer dan 3000 kilometer lengte de langste luswandelroute worden ter wereld.  In juli 2024 werd het eerste deeltraject geopend in Alenquer.